# Капітанша
«Капітанша» — повість Тараса Шевченка російською мовою 1855 року, написана ним під час його заслання в Новопетровському укріпленні.

## Написання та видання
Повість була написана Шевченком орієнтовно між 15 березня — початком червня 1855 року, під час його заслання у Новопетровському укріпленні. Перша згадка про повість у друкованих виданнях, з'явилася через рік після смерті Шевченка, у повідомленні М. Лазаревського «Извещении о прозаических сочинениях Т. Гр. Шевченка на великорусском языке» в журналі «Основа» за 1862 рік (№ 3. — С. 142). У повідомленні йдеться про автограф, який нині зберігається в Інституті літератури ім. Шевченка. Вперше надруковано повість за цим автографом у журналі «Киевская старина» за 1887 рік (№ 4. — С. 589 — 625; № 5. — С. 1 — 25) з багатьма виправленнями, змінами та окремими переробками. Наприклад, надруковано «Радушный хозяин посмотрел на...» замість «Он посмотрел на...». В автографі було: «Туман ретиво принялся работать, и не прошло году, как Туман уже работал на всех офицеров...» (аркуш 5), в журналі — «Туман ретиво принялся работать, и не прошло году, как он уже работал на всех офицеров...» (№ 4, с. 617).
Вперше повість введено до збірки творів у виданні: «Поэмы, повести и рассказы Шевченка, писанные на русском языке. С портретом поэта» / Издание редакции «Киевской старины» (Киев, 1888. — С. 364 — 424), текст подано за журнальною публікацією. Вперше повість введено до зібрання творів у виданні: «Шевченко Т. Повна збірка творів: У 5 т.» (К., 1939. — Т. 3. — С. 307 — 377), де здійснено першу наукову публікацію повісті за автографом.

## Побудова
Твір побудовано як повість у повісті. Основна його частина — оповідання очевидця «Капитанша, или Великодушный солдат» — обрамлена розповіддю про поїздку оповідача з Москви в Україну. Змалювання цієї подорожі має автобіографічну основу і відбиває окремі факти поїздки Шевченка з Петербурга в Україну навесні 1845 року. Хоч біографічна достовірність опису цієї поїздки загалом не викликає сумніву, абсолютизувати її також було б перебільшенням.
Автобіографічність авторської розповіді тут скоріше спонтанна, побудована на пам'яті вражень, підпорядкована художньому задуму. Присутня орієнтація на досить поширений у XVIII і початку XIX століть жанр — «старовинну форму „дорожніх заміток“», часто доповнювану «різного роду вставними оповіданнями, іноді поданими у формі чужих розповідей, що подаються ніби з рукопису, іноді це чужі листи, найчастіше — записи чужих розповідей» — О. Білецький.
У повісті «Капітанша» вставне оповідання, представлене автором як «рассказ самовидца», є по суті ядром твору, якому підпорядковані попередня і наступна його частини. Історична й побутова основа його потребує детального вивчення. Цілий ряд історичних реалій (перша спроба їх розшифрування і коментування належить А. Лященку у статті «Т. Г. Шевченко і В. М. Забіла») свідчить про те, що «рассказ самовидца» написаний на основі чиїхось усних чи письмових спогадів. «„Оповідання самовидця“, коли вникнути глибше в усі його подробиці, викликає почуття подиву: щоб так оповісти все це, треба було або докладно вивчити ту епоху, або мати геніальну пам'ять. Пишучи цю повість, Шевченко не мав жодного друкованого або писаного матеріалу під руками, а проте все тут, до дрібничок, — документально точне: назви місцевостей, пересування військових частин, прізвища історичних осіб, найдрібніші побутові риси» — П. Зайцев. Але навіть якщо Шевченко таки використав у повісті якісь рукописні спогади чи усні перекази очевидця, він «не був пасивним переказувачем чужого оповідання: він уніс до нього чимало своїх думок та міркувань, характерних для нього як автора і людини. Насамперед вони характеризують Шевченка як художника, а тоді як справжнього демократа» — А. Лященко.

## Сюжет
Тематично повість «Капитанша» є традиційною для Шевченка — це започаткована поемою «Катерина» розповідь про долю покритки. Але, на відміну від творів подібної проблематики у його творчості, головну увагу в «Капітанші» зосереджено виключно на образах позитивних героїв (Якима Тумана, Віктора Олександровича). Реалізуючи через них свої пошуки художнього осмислення духовних основ народного національного характеру, тут, як і в повістях «Наймичка», «Княгиня», Шевченко виступає продовжувачем традицій Г. Ф. Квітки-Основ'яненка. Повість «Капітанша» окремими своїми особливостями перегукується з «Малоросійськими повістями» зачинателя нової української прози — «Сердешна Оксана», «Маруся», «Добре роби — добре і буде», — а саме з їх сентиментальною тенденцією, що виявила себе, зокрема, у темі непомітного героїзму представників нижчих шарів суспільства, у підкресленні моральної гідності «простих людей», в «ідеї моральної переваги людей „простого звання“ над благородними». Ця ідейна тенденція дуже помітна в контрастуючих образах морально розбещеного, егоїстичного гультяя-капітана, про якого Шевченко не без іронії говорить як про представника «найшляхетнішого, аристократичного походження», і солдата-українця Якима Тумана, працьовитого, наполегливого, альтруїстичного у своїх турботах про ближнього. В контексті цілої повісті це протиставлення моральних, а в основі своїй також і національних типів, є складовою ширшого протиставлення, що простежується в авторських спостереженнях, враженнях, історичних ремінісценціях, — протиставлення російського і українського світів.

## Автограф
Рукопис складається з 9 (за авторською нумерацією) подвійних аркушів іп 4°. В автографі є численні авторські поправки — закреслені чи дописані над рядком слова. Текст твору не викінчений: в окремих реченнях пропущено слова, в словах є пропуски букв і складів, не уніфіковано ім'я головного героя повісті, є не помічені автором повтори слів. Після речення «Я вошел в пространную, чисто выбеленную хату, разделявшуюся во всю длину ее, как стеною, кафельного печью» на лівому полі автографа зірочкою винесене слово «Бироновщина».
Автограф датований: на аркуші 1 вгорі Шевченко, очевидно, зазначив початок роботи над повістю: «15 марта». Дати завершення нема. Рік написання повісті встановлюється на підставі листа Шевченка до В. Григоровича, записаного на першій сторінці 6-го аркуша автографа, на якому пізніше впоперек аркуша чорним чорнилом написана чергова сторінка повісті. Лист до В. Григоровича без дати, він датується за аналогією його змісту з листом Шевченка до Ф. Толстого від 12 квітня 1855 року, тобто близько 12 квітня 1855 року. Якщо трохи більше половини повісті (5 аркушів з 9-ти) було написано до середини квітня, то решта (4 аркушів) написана в проміжку від середини квітня до 10 червня (час початку роботи над повістю «Близнецы»).